# Epidendrum hemisclerioides
Epidendrum hemisclerioides là một loài thực vật có hoa trong họ Lan. Loài này được (Kraenzl.) Hágsater & Dodson mô tả khoa học đầu tiên năm 1992.